# Krzaki (województwo łódzkie)
Krzaki – wieś w Polsce położona w województwie łódzkim, w powiecie sieradzkim, w gminie Brzeźnio.
Według Narodowego Spisu Powszechnego Ludności i Mieszkań z 2021 roku liczba ludności we wsi Krzaki to 245 z czego 47,8% mieszkańców stanowią kobiety, a 52,2% ludności to mężczyźni. Miejscowość zamieszkuje 4,0% mieszkańców gminy.
Wieś Krzaki ma 245 mieszkańców, z czego 47,8% stanowią kobiety, a 52,2% mężczyźni. W latach 1998-2021 liczba mieszkańców zmalała o 21,5%. Współczynnik feminizacji we wsi wynosi 91 i jest znacznie mniejszy od współczynnika feminizacji dla województwa łódzkiego oraz znacznie mniejszy od współczynnika dla całej Polski. 55,9% mieszkańców wsi Krzaki jest w wieku produkcyjnym, 20,8% w wieku przedprodukcyjnym, a 23,3% mieszkańców jest w wieku poprodukcyjnym. Na 100 osób w wieku produkcyjnym przypada we wsi Krzaki 78,8 osób w wieku nieprodukcyjnym. Ten wskaźnik obciążenia demograficznego jest więc większy od wskaźnika dla województwa łódzkiego oraz znacznie większy od wskaźnika obciążenia demograficznego dla całej Polski. Według danych archiwalnych pochodzących z Narodowego Spisu Powszechnego Ludności i Mieszkań w 2002 roku we wsi Krzaki było 64 gospodarstwa domowe. Wśród nich dominowały gospodarstwa zamieszkałe przez pięć lub więcej osób - takich gospodarstw było 29 .
Przez Wieś Krzaki nie przechodzi żadna droga publiczna zaliczana do kategorii wojewódzkiej lub wyższej.
Więcej: https://www.polskawliczbach.pl/wies_Krzaki_lodzkie
W latach 1975–1998 miejscowość administracyjnie należała do województwa sieradzkiego.